# MBC Dramanet
MBC Dramanet è un canale televisivo via cavo sudcoreano, proprietà di MBC Plus, una divisione di Munhwa Broadcasting Corporation. È stato lanciato il 2 aprile 2001.